# Cerathybos bezzii
Cerathybos bezzii är en tvåvingeart som beskrevs av Ale-rocha 2002. Cerathybos bezzii ingår i släktet Cerathybos och familjen puckeldansflugor.
Artens utbredningsområde är Ecuador. Inga underarter finns listade i Catalogue of Life.